# Karabin maszynowy FN MILO
FN MILO (Mitrailleuse Lorde) – belgijski wielkokalibrowy karabin maszynowy skonstruowany w latach 80. XX wieku w firmie Fabrique Nationale de Herstal.

## Historia
Na początku lat 80. podstawowym wkm-em używanym w krajach NATO był M2HB kalibru 12,7 × 99 mm. Jego bezpośrednim odpowiednikiem używanym w krajach Układu Warszawskiego był NSW kalibru 12,7 × 108 mm. Poza NSW armie krajów UW używały także wkm-u KPW kalibru 14,5 × 114 mm niemającego odpowiednika w uzbrojeniu krajów NATO. Próbę opracowania zachodniego odpowiednika takiej broni, wypełniającego lukę pomiędzy wkm-ami kalibru 12,7 mm, a działkami automatycznymi kalibru 20 mm podjęła na początku lat 80. firma FN.
Nowa broń była projektowana z założeniem maksymalnego wykorzystania wcześniej używanego technologii, materiałów i wyposażenia. W pierwszym etapie skonstruowano nową amunicję 15 × 115 mm. Po zaprojektowaniu naboju zaprojektowano broń i w 1983 roku rozpoczęto jej testy. Wykazały one że w trakcie prowadzenia ognia następuje nadmierne rozgrzewanie się lufy, ale potwierdziły także doskonałe parametry balistyczne broni. Pocisk przeciwpancerny wystrzelony Z MILO był w stanie na dystansie 1350 m przebić płytę pancerną o grubości 10 mm, ustawioną pod kątem 30°, a więc MILO był w stanie zniszczyć każdy z ówcześnie używanych transporterów opancerzonych z odległości ponad 1000 m.
W efekcie pierwszych testów postanowiono wyposażyć pociski amunicji 15 × 115 mm w pierścienie wiodące, dzięki którym zmniejszyłaby się powierzchnia kontaktu pocisku z lufą, a w konsekwencji ograniczono by jej nagrzewanie. W efekcie kaliber broni wzrósł do 15,5 mm. Udoskonalony wkm MILO był bronią o dużym potencjale, ale finalna faza rozwoju tej broni zbiegła się w czasie z finansowymi trudnościami koncernu FN. Na początku lat 90. zarząd FN zdecydował o zmniejszeniu nakładów na prace badawcze nad nowymi wzorami broni i amunicji. W rezultacie zakończono prace nad amunicją 15 mm i wkm-em MILO koncentrując się na amunicji 5,7 mm zasilającej pistolet maszynowy FN P90.

## Opis
FN MILO był bronią samoczynno-samopowtarzalną. Zasada działania oparta na odprowadzaniu części gazów prochowych przez boczny otwór lufy. MILO strzelał z zamka otwartego. Zamek ryglowany przez obrót zamka.
MILO był zasilany dwustronnie, taśmowo. Do broni można było przyłączyć dwie taśmy nabojowe zawierające naboje z różnymi pociskami. Wyboru taśmy z której pobierane były naboje dokonywano za pomocą przełącznika umieszczonego z tyłu broni.
MILO mógł być osadzany na identycznych podstawach jak M2HB.